# Flabellum spinosum
Espèce
Flabellum spinosum est une espèce de coraux appartenant à la famille des Flabellidae. Selon WoRMS cette espèce correspond à Truncatoflabellum aculeatum.